# Вильгельм (граф Веймара и Орламюнде)
Вильгельм фон Балленштедт (нем. Wilhelm von Ballenstedt; ок. 1112 — 13 февраля 1140) — граф Веймара-Орламюнде с 1124 года, пфальцграф Рейнский с 1126/1129 года, из рода Асканиев. Младший сын Зигфрида I (ум. 1113) и Гертруды фон Нортгейм (ум. 1154), дочери маркграфа фрисландского Генриха, графа в Риттигау и в Эйхсфельде.

## Биография
После смерти Зигфрида I графство Веймар-Орламюнде унаследовал его старший сын Зигфрид II, пфальцграфство Рейнское узурпировал Готфрид фон Кальв.
В 1124 году Зигфрид II умер, и Вильгельм стал графом Веймара и Орламюнде. Вероятно, до совершеннолетия его опекуном был отчим — Оттон I фон Зальм, второй муж его матери.
В 1126 году германским королём был избран Лотарь Суплинбургский, который приходился Вильгельму дядей (муж сестры матери). Он заставил Готфрида фон Кальва отказаться от захваченного им пфальцграфства Рейнского. Вильгельм был утвержден в правах пфальцграфа, но до совершеннолетия (1129 год) правил под регентством Готфрида.
В германских делах Вильгельм Балленштедт был сторонником Вельфов.
Он был женат на некой Адельгейде, но брак был бездетным. В Веймаре-Орламюнде ему наследовал Альбрехт Медведь. Пфальцграфство Рейнское, в котором соправителем Вильгельма Балленштедта был его отчим Оттон фон Зальм, король Конрад III передал Генриху II Язомирготту Австрийскому.